# Równina Stari Grad
Równina Stari Grad (chorw. Starogradsko polje) – rolniczy krajobraz kulturowy znajdujący się w Chorwacji, koło miasta Stari Grad na wyspie Hvar na Morzu Adriatyckim, zachowany w niemal niezmienionej formie od czasu kolonizacji wyspy przez Greków z Paros w IV wieku p.n.e., wpisany w 2008 roku na listę światowego dziedzictwa UNESCO.

## Historia

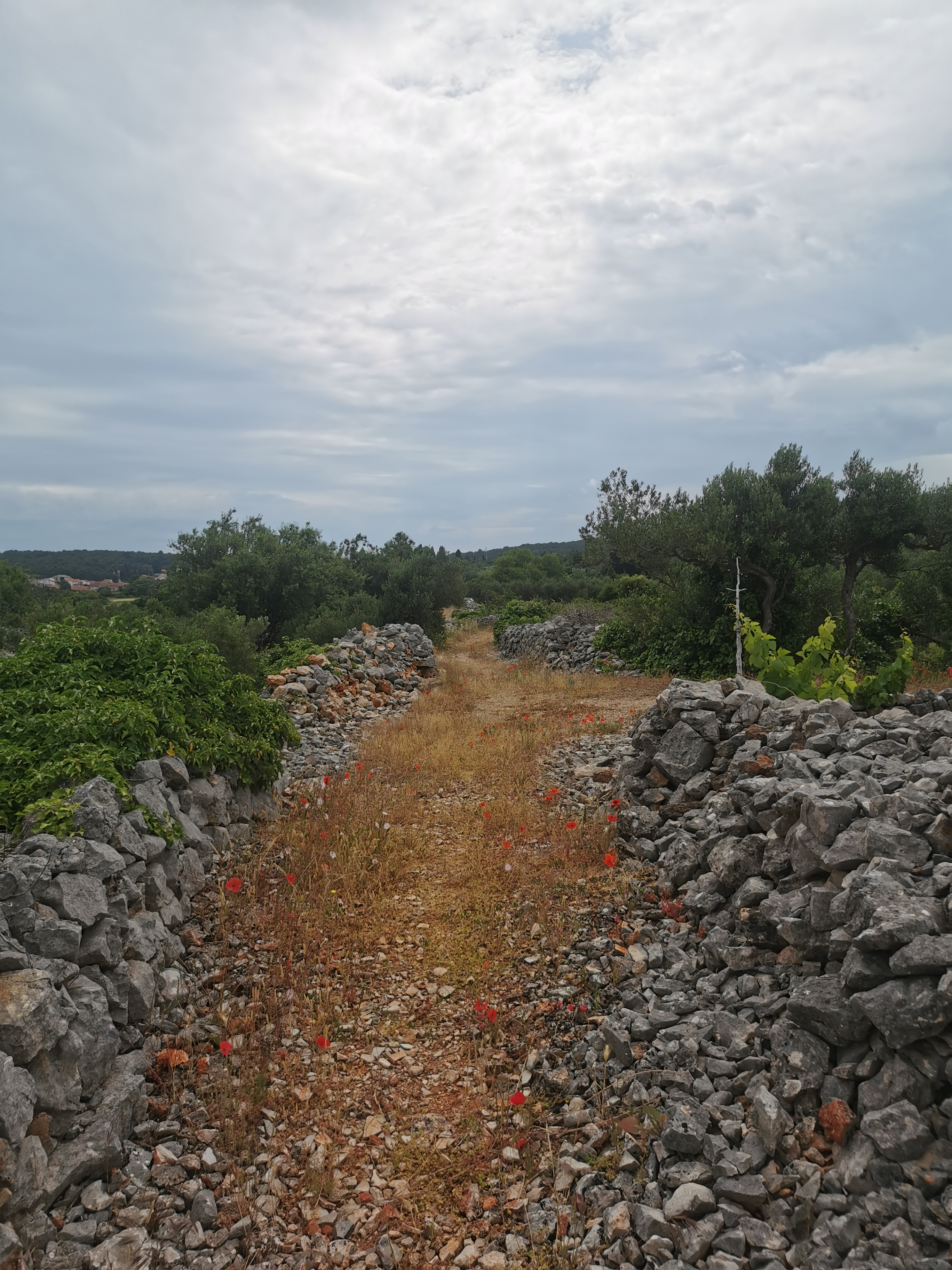
Kamienne mury oddzielające poszczególne działki (2023)

Mała społeczność iliryjska zamieszkiwała wyspę Hvar już w epoce żelaza w VI–V wieku p.n.e., a śladami po niej są m.in. pozostałości kamiennych kurhanów. Na początku IV wieku p.n.e. (w 385 lub 384 roku p.n.e.), część wyspy, w tym równina Stari Grad, została zajęta przez Greków Jońskich z wyspy Paros na Morzu Egejskim, którzy założyli tu swoją kolonię o nazwie Faros (stgr. Φάρος), w miejscu której znajduje się współczesne miasto Stari Grad.
Kolonizatorzy dokonali podziału gruntów rolnych na 75 równych prostokątnych parceli o wymiarach 181 m × 905 m i powierzchni nieco ponad 16 ha. Dzieliły się one na mniejsze kwadratowe działki o wymiarach 181 m × 181  m każda. Taki system podziału ziemi nosi nazwę chora (stgr. χώρα). Granice pomiędzy poszczególnymi działkami wyznaczają kamienne mury o różnej wysokości, wykonane bez zaprawy murarskiej (tzw. suchy mur), dobrze zachowane do czasów współczesnych, wyraźnie widoczne zwłaszcza z lotu ptaka.
Grecy wybudowali na równinie również liczne kamienne chaty nazywane na Hvarze trimi, także wzniesione z suchego kamienia bez użycia materiału wiążącego. Pełniły one rolę schronienia w czasie niepogody dla ludzi, rzadziej dla zwierząt gospodarskich, przechowywano w nich również narzędzia. Do nawadniania upraw, głównie winorośli i oliwek, używana była woda deszczowa gromadzona w kamiennych cysternach różnej wielkości, doprowadzana na pola małymi rynsztokami.
W kolejnych stuleciach miasto Faros i sąsiadująca z nim równina znajdowały się pod władaniem m.in. Rzymian (od II wieku p.n.e.) i Wenecjan (od XIII wieku).

## Charakterystyka

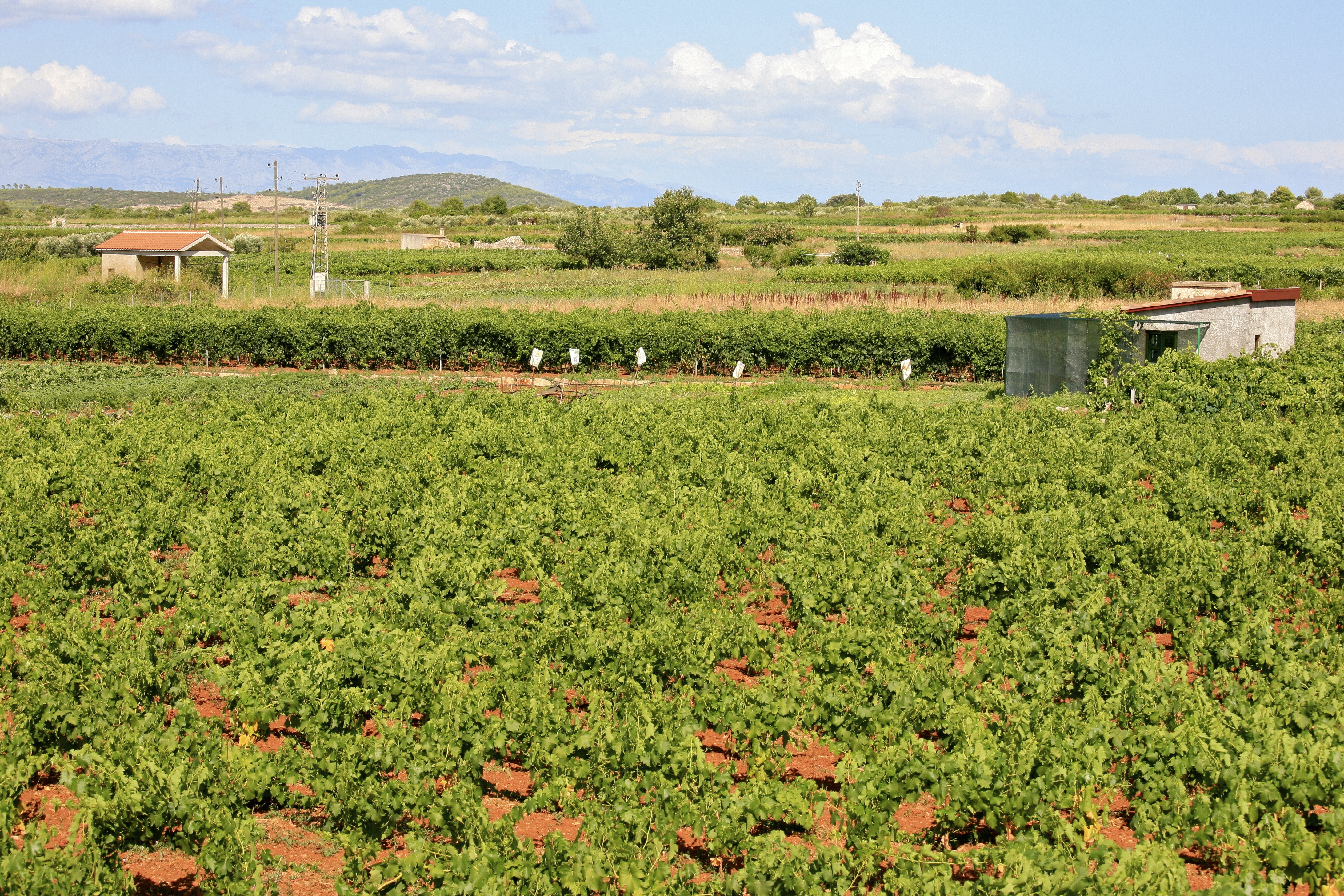
Winnice rosnące na równinie Stari Grad (2011)

Stari Grad to żyzna równina mierząca ok. 6 km długości i 2 km szerokości położona w północno-zachodniej części wyspy Hvar, pomiędzy miastem Stari Grad na zachodzie a wsiami Jelsa i Vrboska na wschodzie. Jej wpisany na listę światowego dziedzictwa UNESCO fragment zajmuje powierzchnię 1 376,53 ha, a otacza go strefa buforowa mierząca 6 403,13 ha. Żyzność równiny Stari Grad wynika z akumulacji lessu nawiewanego na ten obszar przez wiatr bora podczas zlodowacenia Würm.
Działalność rolnicza na równinie Stari Grad prowadzona jest nieprzerwanie do dziś, choć z okresami mniejszej intensywności spowodowanymi np. wojnami czy inwazją filoksery na winnice pod koniec XIX wieku. Według stanu z 2008 roku uprawiane było ok. 40% powierzchni równiny.

## Galeria

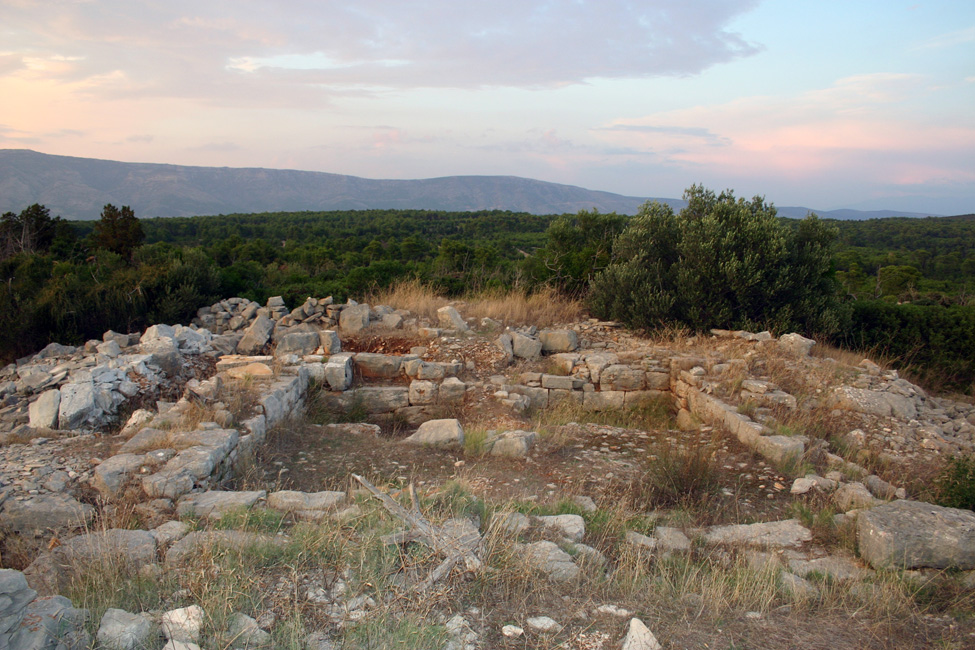
Fundamenty starożytnej greckiej wieży strażniczej (2007)
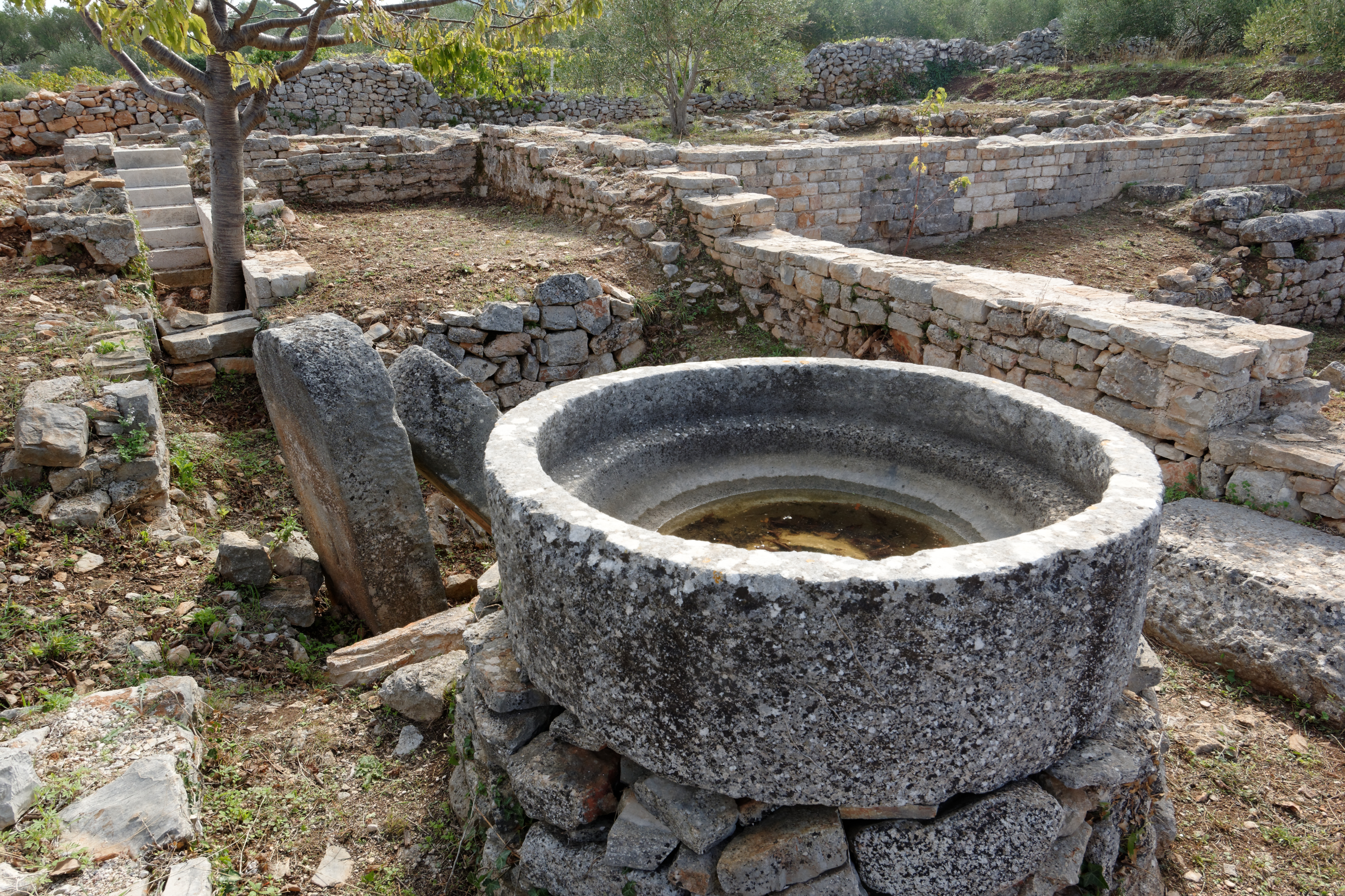
Pozostałości rzymskiej willi wiejskiej (łac. villa rustica) Kupinovik, na pierwszym planie kamienna cysterna (2017)
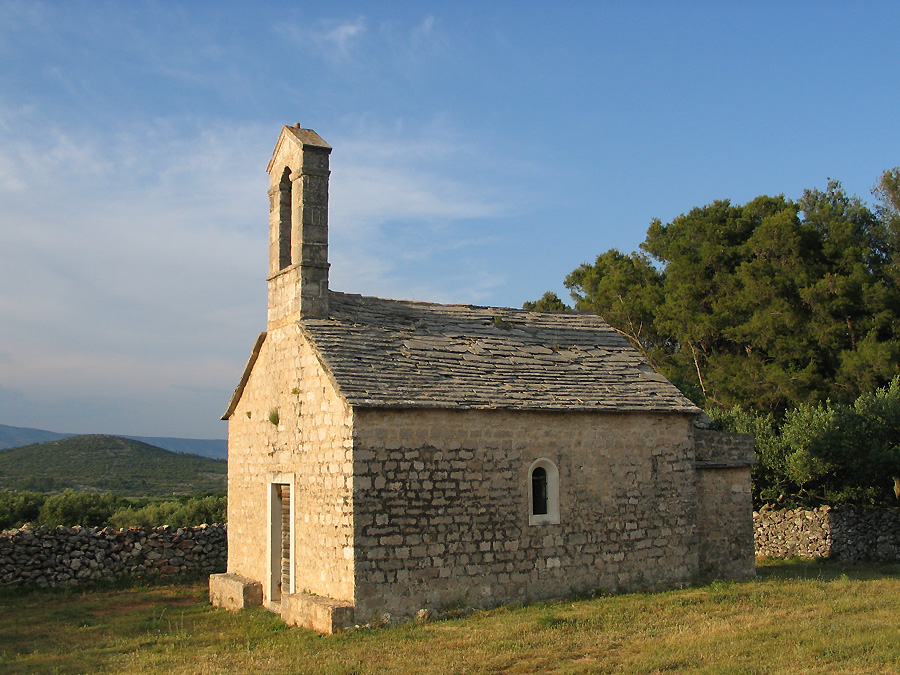
Kaplica św. Kosmy i Damiana na skraju równiny (2005)
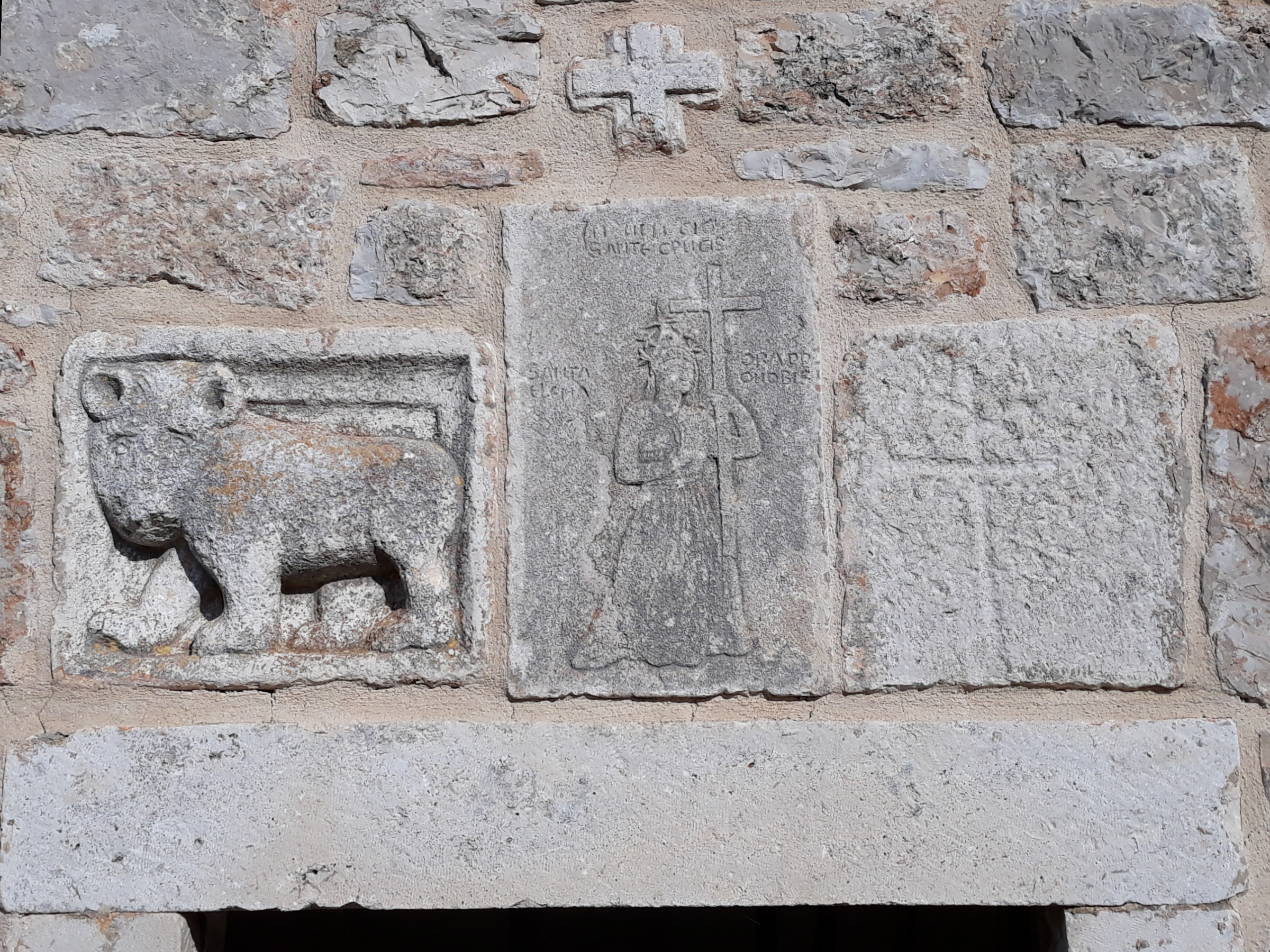
Reliefy nad wejściem do kaplicy św. Heleny (2021)
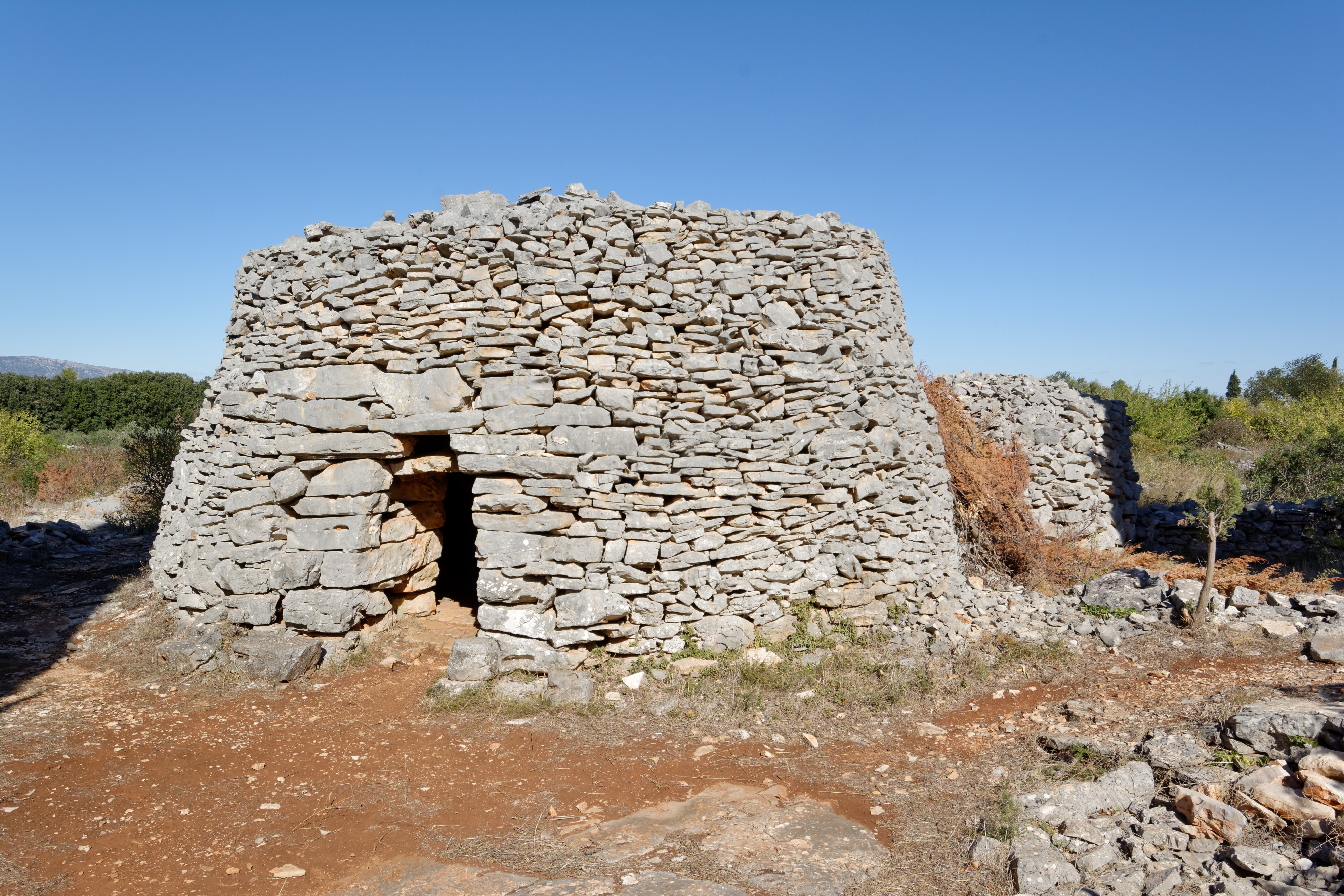
Kamienny trim na równinie Stari Grad (2018)
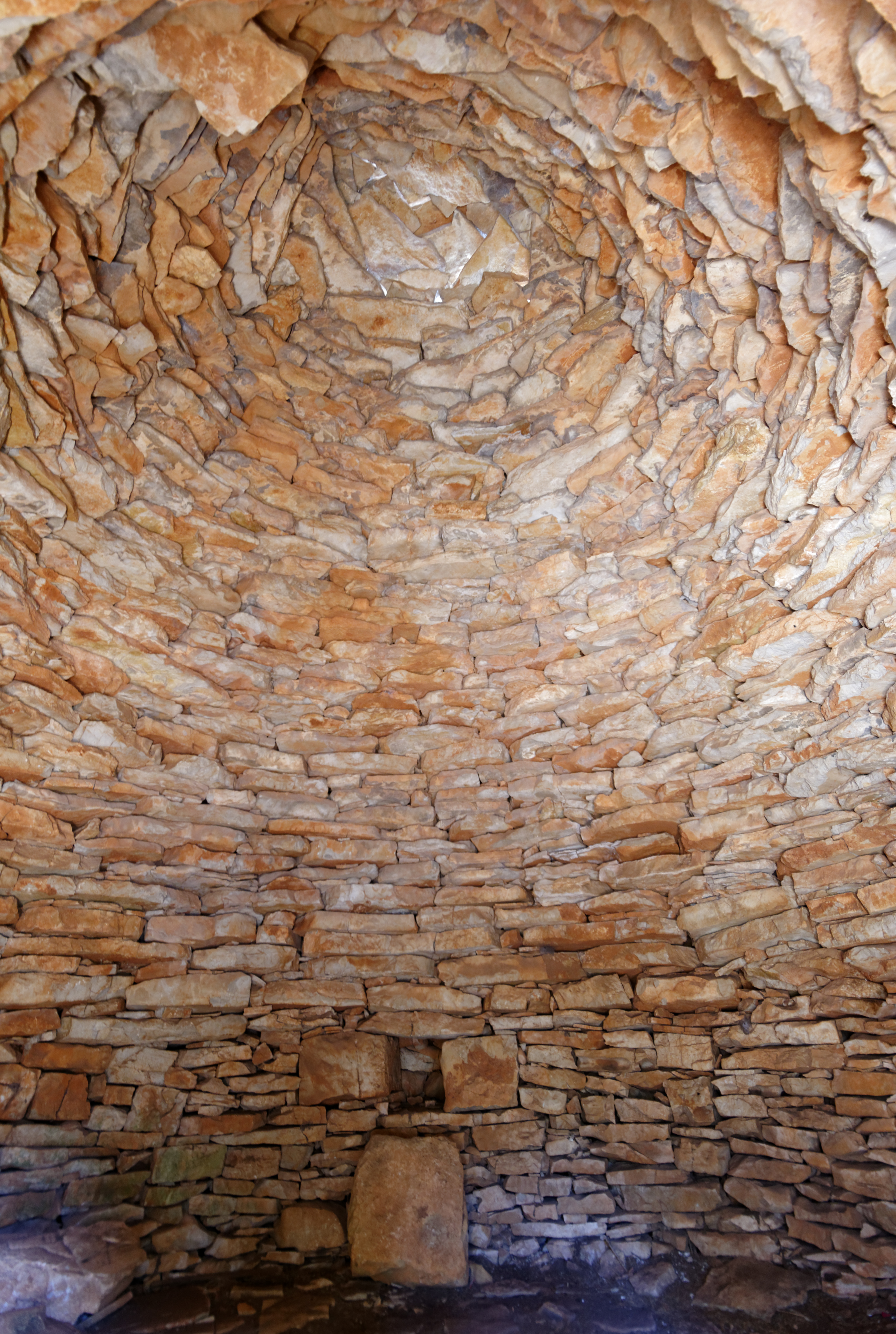
Wnętrze trimu (2018)